# 曲肋藓
曲肋藓（学名：Campylostelium saxicola）为缩叶藓科肋藓属下的一个种。